# Gunnar Gabrielsson
Gunnar Emil Gabrielsson (ur. 18 czerwca 1891 w Sölvesborgu, zm. 29 marca 1981 w Karlskronie) – szwedzki strzelec, medalista olimpijski.
Wystartował na Letnich Igrzyskach Olimpijskich 1920 w przynajmniej dwóch konkurencjach. W drużynowych zawodach w pistolecie dowolnym z 50 m zdobył srebrny medal, osiągając trzeci wynik w zespole. Jego miejsce osiągnięte w zawodach indywidualnych pozostaje nieznane – nie było ono wyższe niż 10. pozycja.
Podczas igrzysk w Antwerpii reprezentował Pułk Grenadierów Karlskrony, w którym osiągnął później stopień majora.

## Wyniki

### Igrzyska olimpijskie
| Igrzyska       | Konkurencja                       | Wynik                             | Miejsce | Źródło |
| -------------- | --------------------------------- | --------------------------------- | ------- | ------ |
| Antwerpia 1920 | Pistolet dowolny, 50 m            | 460 pkt.                          | ?       | [ 1 ]  |
| Antwerpia 1920 | Pistolet dowolny, 50 m, drużynowo | 2289 pkt. (druż.) 460 pkt. (ind.) | srebro  | [ 2 ]  |